# Чемпионат Африки по дзюдо 2017
Чемпионат Африки по дзюдо 2017 года прошёл 14 — 15 апреля в городе Антананариву (Мадагаскар).

## Медалисты

### Мужчины
| Весовая категория       | Золото                       | Серебро                     | Бронза                                                  |
| ----------------------- | ---------------------------- | --------------------------- | ------------------------------------------------------- |
| Суперлёгкая (до 60 кг)  | Фрай Дхуиби · Тунис          | Мохамед Ребахи · Алжир      | Мохамед Джафи · Марокко Яссин Мудатир · Марокко         |
| Полулёгкая (до 66 кг)   | Худ Зурдани · Алжир          | Вайл Эззине · Алжир         | Ахмед Абелрахман · Египет Сиябулела Мабулу · ЮАР        |
| Лёгкая (до 73 кг)       | Мохамед Моелдин · Египет     | Файе Нджие · Гамбия         | Уссама Джедди · Алжир Омар Махмуд · Египет              |
| Полусредняя (до 81 кг)  | Мохамед Абделаал · Египет    | Абделазиз Бен Аммар · Тунис | Али Хасем · Египет Салиу Нджиае · Сенегал               |
| Средняя (до 90 кг)      | Уссама Махмуд Снусси · Тунис | Деудонн Долассем · Камерун  | Хатем Абд Эль-Ахер · Египет Абдерахман Бенамади · Алжир |
| Полутяжёлая (до 100 кг) | Лиес Буякуб · Алжир          | Рамадан Дарвиш · Египет     | Коффи Крем Кобена · Кот-д’Ивуар Бабукар Мане · Сенегал  |
| Тяжёлая (свыше 100 кг)  | Наджиб Теммар · Алжир        | Майсара Эль-Нагар · Египет  | Мохамед Эль-Мехди · Алжир Мбагник Ндиае · Сенегал       |
| Абсолютная категория    | Наджиб Теммар · Алжир        | Мбагник Ндиае · Сенегал     | Диудонн Долассем · Камерун Майсара Эль-Нагар · Египет   |

### Женщины
| Весовая категория      | Золото                                   | Серебро                       | Бронза                                                             |
| ---------------------- | ---------------------------------------- | ----------------------------- | ------------------------------------------------------------------ |
| Суперлёгкая (до 48 кг) | Татьяна Цезар · Гвинея-Бисау             | Олфа Сауди · Тунис            | Азиза Чакир · Марокко Филомене Бата · Камерун                      |
| Полулёгкая (до 52 кг)  | Мерием Мусса · Алжир                     | Кристиана Легентил · Маврикий | Файза Айссахин · Алжир Икрам Сукате · Марокко                      |
| Лёгкая (до 57 кг)      | Гофран Хелифи · Тунис                    | Ратиба Тарикет · Алжир        | Зулейха Абзетта Дабонне · Кот-д’Ивуар Диассонема Мукунгуи · Ангола |
| Полусредняя (до 63 кг) | Суфия Белаттар · Марокко                 | Марьям Бжауи · Тунис          | Хелен Везеу Домбеу · Камерун Амина Белкади · Алжир                 |
| Средняя (до 70 кг)     | Ассмаа Нианг · Марокко                   | Имене Агуар · Алжир           | Нихел Ландолси · Тунис Суад Беллакехал · Алжир                     |
| Полутяжёлая (до 78 кг) | Каутар Уаллал · Алжир                    | Сарра Мзугуи · Тунис          | Жоржетта Сагна · Сенегал Одри Дилан Нджепанг Нджапа · Камерун      |
| Тяжёлая (свыше 78 кг)  | Сония Асселах · Алжир                    | Сахар Трабелси · Тунис        | Моника Сагна · Сенегал Ортенс Ванесса Мбалла Атангана · Камерун    |
| Абсолютная категория   | Ортенс Ванесса Мбалла Атангана · Камерун | Сония Асселах · Алжир         | Кариман Шафик · Египет Моника Сагна · Сенегал                      |